# Dulce Almada Duarte
Maria Dulce de Oliveira Almada Duarte (sinh năm 1933) là nhà ngôn ngữ học là thành viên và là chiến sĩ tham gia kháng chiến của Đảng Châu Phi vì Độc lập Guinea và Cabo Verde

## Tiểu sử

### Tuổi trẻ và giáo dục
Duarte sinh năm 1933 tại hòn đảo São Vicente. Bà học tiếng Roman tại trường Đại học Coimbra. Bà ủng hộ ý tưởng chống chủ nghĩa chống đối và ủng hộ cuộc đấu tranh giành độc lập ở Cabo Verde và Guinea thuộc Bồ Đào Nha. (nay là Guinea-Bissau).

### Kháng chiến
Bà trở về Cabo Verde vào năm 1959 và bị cấm đến vùng Guinea thuộc Bồ Đào Nha. Bà đến thăm Pháp và học tại trường Đại học Caën. Sau đó, bà đến Algeria, Maroc, Senegal, Guinea và bà đã gia nhập Đảng Châu Phi vì Độc lập Guinea và Cabo Verde (PAIGC). 
Trong cuộc đấu tranh giành độc lập, bà đã thực hiện nhiều nhiệm vụ khác nhau. Bà thậm chí đã có một cuộc phỏng vấn trên đài phát thanh và đồng sản xuất một chương trình phát thanh bằng tiếng Bồ Đào Nha nhằm mục đích hạ bệ quân đội thực dân, hỗ trợ cho lính kháng chiến. Bà đã viết một số bài cho báo Libertação (Giải phóng) cho đảng PAIGC. Bà dịch nhiều tác phẩm của Amílcar Cabral sang tiếng Pháp. Bà cũng đã làm việc với người chồng tương lai Abílio Duarte, cũng là một chiến binh đảng PAIGC.

### Sau độc lập
Sau khi độc lập, bà làm việc trong các cơ quan chính phủ khác nhau bao gồm Bộ Văn hóa và Giáo dục. Sau đó, bà tập trung nghiên cứu chuyên ngành Ngôn ngữ Roman và xuất bản nhiều tác phẩm ở Cabo Verde. Bà ủng hộ việc thành lập chính thức Nhà nước Cộng hòa Cabo Verde.
Bà hiện đang sống ở Belo Horizonte, Minas Gerais, Brazil.

## Tác phẩm
- Cabo Verde. Contribuição para o estudo do dialecto falado no seu arquipélago (1961)
- Bilinguismo ou Diglossia [Bilingualism or Diglossia] (1998)